# Józef Stanisław Orczyk
Józef Stanisław Orczyk (ur. 4 stycznia 1940 w Śremie) – polski ekonomista, profesor nauk ekonomicznych, zatrudniony na stanowisku profesora zwyczajnego w Wyższej Szkole Bankowej w Poznaniu. Członek Rady Naukowej Instytutu Pracy i Spraw Socjalnych. Przewodniczący Komitetu Nauk o Pracy i Polityce Społecznej PAN. Stypendysta Fundacji Fulbrighta. Rektor Wyższej Szkoły Bankowej w Poznaniu w latach 2013–2021.

## Życiorys
Ukończył Liceum im. Józefa Wybickiego w Śremie w 1957 roku. Absolwent studiów historycznych (1962) i pedagogicznych (1963) Uniwersytetu im. A. Mickiewicza w Poznaniu oraz studiów ekonomicznych (1965) Wyższej Szkoły Ekonomicznej w Poznaniu.
Po zakończeniu studiów odbył staż naukowy w Katedrze Historii Gospodarczej Wyższej Szkoły Ekonomicznej w Poznaniu. Wspierany przez profesora Władysława Rusińskiego, który pełnił wówczas obowiązki Rektora WSE, przygotował rozprawę doktorską, którą obronił w 1967 roku.
W latach 1970–1971 uzyskał stypendium Fulbrighta. W czasie pobytu w USA przebywał głównie na The University of Chicago, jak również na innych uniwersytetach (trzy miesiące w Berkeley).
Pracę habilitacyjną obronił w 1978, a tytuł profesora uzyskał w 1982. W 1982 uzyskał stypendium IREX, a w 1990 stypendium DAAD.
W latach 1972–1974 był I sekretarzem Komitetu Uczelnianego PZPR na Akademii Ekonomicznej w Poznaniu. Kierownik Studium Pedagogicznego Akademii Ekonomicznej w latach 1972–1987; dyrektor Międzywydziałowych Studiów dla Pracujących Akademii Ekonomicznej 1975–1981; dyrektor Instytutu Polityki Społecznej Akademii Ekonomicznej 1983–1991; prorektor ds. dydaktyki Akademii Ekonomicznej w Poznaniu 1987–1990. Od 1991 roku profesor zwyczajny Akademii Ekonomicznej w Poznaniu; kierownik Katedry Pracy i Polityki Społecznej AE 1991–2010; rektor Wyższej Szkoły Zarządzania i Bankowości w Poznaniu 1992–1996; rektor Państwowej Wyższej Szkoły Zawodowej w Koninie. 1998–2007;  profesor Uniwersytetu im. Adama Mickiewicza w Poznaniu Wydział Nauk Politycznych i Dziennikarstwa w latach 2006–2010.
Od 1 października 2013 r. do 31 sierpnia 2021 r. rektor Wyższej Szkoły Bankowej w Poznaniu.
Od 1986 r. członek Komitetu Nauk o Pracy i Polityce Społecznej PAN. W latach 2007–2015 przewodniczący Komitetu Nauk o Pracy i Polityce Społecznej PAN; wiceprzewodniczący oraz przewodniczący Jury przyznającego nagrody za publikacje książkowe 1999–2007. W latach 2007–2021 roku członek Rady Naukowo-Programowej Wielkopolskiej Izby Przemysłowo-Handlowej.
W latach 2013–2016 członek Wielkopolskiej Rady Trzydziestu przy Urzędzie Marszałkowskim Województwa Wielkopolskiego. Od 2004 r. członek Wielkopolskiej Rady ds. Zatrudnienia. W latach 2013–2015 Przewodniczący Wielkopolskiej Rady ds. Zatrudnienia. Od 2015 r. Przewodniczący Wojewódzkiej Rady Rynku Pracy. Ponadto członek Rady Naukowej IPiSS w latach 2005–2011; w 2012 r. członek Komitetu II Kongresu Demograficznego; przewodniczący Kapituły Nagrody im. H. Cegielskiego – lidera pracy organicznej w latach 2002–2011; Prezes Oddziału Polskiego Towarzystwa Ekonomicznego w Poznaniu, członek Rady Naukowej przy Zarządzie Krajowym w latach 1989–2002;  Członek Rady Programowej Obserwatorium Rynku Pracy i Aglomeracji Poznańskiej; członek założyciel i Prezydent Stowarzyszenia „Studenci dla Przedsiębiorczości” (SIFE) w latach 1997–2009.
21 listopada 2022 Szkoła Główna Handlowa w Warszawie nadała prof. Józefowi Orczykowi tytuł doktora honoris causa.

## Publikacje
Autor 570 publikacji oraz 20 książek, promotor 17 prac doktorskich; członek kolegiów redakcyjnych czasopism: Edukacja ekonomistów i menedżerów, Polityka społeczna; przewodniczący rady programowej czasopisma: Problemy polityki społecznej. Recenzent czasopism: Administracja publiczna i Ekonomista, Edukacja ekonomistów i menedżerów, Polityka społeczna.
W dorobku publikacyjnym J. Orczyka znajdują się m.in.:
- Polityka społeczna. Uwarunkowania i cele, 196 str., Akademia Ekonomiczna Poznań, 2005, 2008;
- Współczesne dylematy zatrudnienia, 268 str., Wydawnictwo AE Poznań, 1998;
- Studia nad opłacalnością gospodarstw rolnych w Polsce w latach 1929–1938, 168 str., Wydawnictwo Warszawa, 1981;
- Rozmiary i ekonomiczne konsekwencje zmian w wykształceniu osób zatrudnionych w rolnictwie w Polsce Ludowej, 164 str., Poznań 1978;
- Produkcja rolna Polski w latach wielkiego kryzysu gospodarczego (1929-1935), 258 str., PWN Warszawa 1971.

## Wyróżnienia i odznaczenia
W 2002 r., w roku swego jubileuszu 40-lecia pracy zawodowej został odznaczony Krzyżem Oficerskim Orderu Odrodzenia Polski.
23 lutego 2006 r. na Akademii Ekonomicznej w Poznaniu, podczas uroczystego posiedzenia Komitetu Nauk o Pracy i Polityce Społecznej PAN otrzymał Medal im. Wacława Szuberta.
6 czerwca 2006 r. Przewodniczący Kapituły prof. dr hab. Zdzisław Sadowski wręczył mu Złotą Odznakę Honorową Polskiego Towarzystwa Ekonomicznego z Wieńcem w dowód uznania zasług na rzecz Polskiego Towarzystwa Ekonomicznego.
Zarząd Województwa Wielkopolskiego uchwałą z dnia 31 sierpnia 2006 r. Nr 2983/2006 wyróżnił go Odznaką Honorową za Zasługi dla Województwa Wielkopolskiego.
W 2007 roku otrzymał tytuł obywatel zasłużony dla Miasta Konina oraz powiatu konińskiego.
21 grudnia 2011 r. otrzymał na posiedzeniu Rady Wydziału Dziennikarstwa i Nauk Politycznych Uniwersytetu Warszawskiego Nagrodę im. Profesora Franciszka Ryszki.
10 listopada 2017 roku na podstawie Uchwały nr 343/XXXVII/2017 Rady Miejskiej w Śremie z dnia 28 września 2017 roku otrzymał tytuł Honorowy Obywatel Śremu.
W 2018 roku otrzymał Medal im. Edwarda Abramowskiego, przyznawany przez Polskie Towarzystwo Polityki Społecznej.
W 2018 roku Towarzystwo im. Hipolita Cegielskiego uhonorowało prof. Józefa Orczyka jako Wybitną Osobistość Pracy Organicznej Statuetką Złotego Hipolita.
Inne wyróżnienia: Medal KEN 1973; Medal za Zasługi dla AE – 1984; Lider Pracy Organicznej – 2002; Nagroda Benedykta i związany z tym wybór na Człowieka Roku w Koninie – 2002.

## Życie prywatne
Żonaty od 1962 z Marią (z domu Śniedziewska).